# Озерское (озеро, Подпорожский район)
Озерское — пресноводное озеро на территории Винницкого сельского поселения Подпорожского района Ленинградской области.

## Общие сведения
Площадь озера — 1,3 км², площадь водосборного бассейна — 6,4 км². Располагается на высоте 127,4 метров над уровнем моря.
Форма озера лопастная, продолговатая: оно почти на четыре километра вытянуто с юго-запада на северо-восток. Берега каменисто-песчаные, преимущественно возвышенные.
С восточной стороны озера вытекает безымянная протока, впадающая с левого берега в реку Оять, левый приток Свири.
На берегах Озерского расположены деревни Лукинская, Никулинская и Кузьминская, к которым подходят дороги местного значения 41К-713, 41К-714 и 41К-733.
Код объекта в государственном водном реестре — 01040100811102000015555.